# لجنة الترحيل

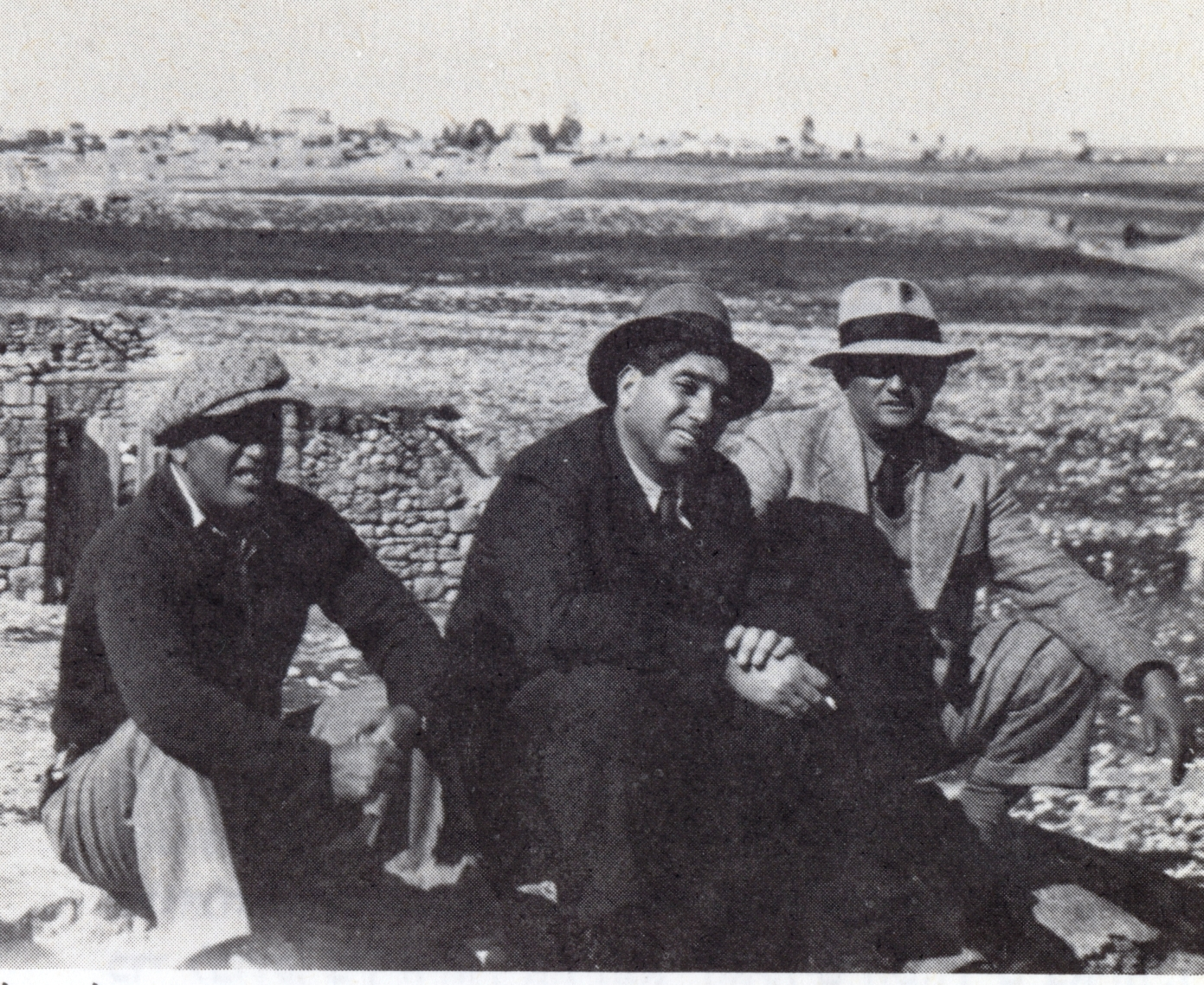

أنشئت لجنة الترحيل، بصورة غير رسمية، من قبل غير أعضاء في مجلس الوزراء في حكومة إسرائيل الأولى في مايو 1948، بهدف الإشراف على طرد العرب الفلسطينيين من مدنهم وقراهم، ومنع عودتهم. مدى تصرف اللجنة بعلم رئيس الوزراء ومجلس الوزراء موضوع نقاش أكاديمي.

## إنشاء اللجنة
جاءت فكرة اللجنة من يوسف فايتس، مدير إدارة الأراضي والتحريج في الصندوق القومي اليهودي. ابتداء من الثلاثينات وما بعدها، لعب فايتس دوراً رئيسياً في الحصول على الأرض لليشوب، وهي الجالية اليهودية في فلسطين.
تألفت اللجنة الأولى غير الرسمية من فايتس؛ وعزرا دانين، رئيس القسم العربي في شاي، ذراع الاستخبارات التابعة للهاغاناه؛ وإلياهو ساسون، رئيس إدارة شؤون الشرق الأوسط بوزارة الخارجية. وقال دانين لفايتس إنه لمنع عودة اللاجئين الذين غادروا بالفعل، يجب أن «يواجهوا بأمر واقع». واقترح تدمير المنازل العربية، وتوطين المهاجرين اليهود في المناطق التي تم إخلاؤها، ونزع الملكية العربية.

### مقترحات إلى مجلس الوزراء
في 28 مايو، اقترح فايتس على موشيه شاريت، وزير الخارجية آنذاك، أن تصبح اللجنة رسمية. وفي 30 مايو، اجتمع فايتس بإليعازر كابلان، وزير المالية، وقيل إنه تلقى مباركته. وقد اجتمعت لجنة الترحيل لأول جلسة عمل في ذلك اليوم، وإن كان لا يزال غير مأذون بها من قبل دافيد بن غوريون، رئيس الوزراء، أو مجلس الوزراء بكامل هيئته. ومع ذلك، كتب بيني موريس أن اللجنة بدأت في تدمير القرى.
في 5 يونيو، قدم فايتس إلى بن غوريون اقتراحا من ثلاث صفحات لمنع العرب من العودة إلى ديارهم، لمساعدتهم على استيعابهم في البلدان العربية الأخرى؛ لتدمير القرى قدر المستطاع خلال العمليات العسكرية؛ منع العرب من زراعة الأراضي؛ توطين اليهود في القرى والبلدات الفارغة بحيث لا يتم خلق «فراغ»؛ وسن تشريعات لمنع عودة اللاجئين؛ وإطلاق دعاية تهدف إلى عدم العودة.
ويكتب موريس أن فايتس سجل موافقة بن غوريون ولكن وفقا لما ذكره موريس، أراد بن غوريون التركيز على تدمير القرى العربية أولا، وأن يركز في وقت لاحق على مساعدة السكان على الاستيطان في بلدان عربية أخرى. كان محضر اجتماع بن غوريون مختلفًا. وقال إنه وافق على إنشاء لجنة للإشراف على "تنظيف" المدن والقرى العربية واستيطان اليهود لها، ولكنه لم يشر صراحة إلى تدمير القرى أو منع اللاجئين من العودة. ويكتب إفرايم كارش إن بن غوريون قد أبلغ بالتحديد فايتس بأنه رفض فكرة لجنة الترحيل. ونقل كارش عن فايتس قوله: ويود [بن غوريون] عقد اجتماع ضيق وتعيين لجنة لمعالجة هذه المسألة [تنظيف القرى العربية أو تحسينها]. ولا يوافق على [وجود] لجنتنا المؤقتة".

## تدمير القرى
بصرف النظر عن وضع اللجنة الغامض، شرع فايتس في الترتيب لتدمير عدة قرى في يونيو 1948. المغار، بالقرب من غديرا؛ وفجة، بالقرب من بتاح تيكفا؛ وبيار عدس؛ بالقرب من مغدئيل؛ وبيت دجن، شرق تل أبيب؛ ومسكة، بالقرب من رمات هكوفيش؛ والسميرية، قرب عكا؛ والبطيمات، وصبارين، بالقرب من حيفا. كتب موريس أن عملاء فايتس قاموا بجولة ميدانية لتحديد القرى التي يجب تدميرها وأيها تم الحفاظ عليها للاستيطان اليهودي.

### اعتراضات مبام
أطلق الحزب السياسي مبام، وبخور شالوم شيطريت، وزير شؤون الأقليات، حملة مضادة لوقف التدمير، مما أجبر فايتس على وقف أنشطته، التي أنهت بالفعل لجنة الترحيل الأولى غير الرسمية.

## المزيد من المطالعة
- نور الدين مصالحة. (1992) Expulsion of the Palestinians: The Concept of "Transfer" in Zionist Political Thought, 1882-1948. Institute for Palestine Studies. (ردمك 0-88728-242-3)